# قمة بن مشوش

تعديل مصدري - تعديل

قمة بن مشوش هي إحدى قرى عزلة القارة بمديرية رصد التابعة لمحافظة أبين، بلغ تعداد سكانها 40 نسمة حسب تعداد اليمن لعام 2004.